# Balasagodu, Sagar
Balasagodu là một làng thuộc tehsil Sagar, huyện Shimoga, bang Karnataka, Ấn Độ.